# BioShock Infinite
BioShock Infinite — компьютерная игра в жанре шутера от первого лица с элементами RPG, стимпанка и научной фантастики, разработанная студией Irrational Games под руководством геймдизайнера Кена Левина. Игра была издана компанией 2K Games 26 марта 2013 года на трёх игровых платформах: Xbox 360, PlayStation 3 и PC-совместимых компьютерах с операционной системой Microsoft Windows. Версия для операционной системы OS X, разработанная компанией Aspyr Media, была издана 29 августа 2013 года. В России издателем игры выступила компания 1С-СофтКлаб. В 2016 году BioShock Infinite был переиздан на PlayStation 4, Xbox One в составе сборника BioShock: The Collection, а в 2020 году для Nintendo Switch.
Сюжет игры основан на многомировой интерпретации квантовой механики, согласно которой каждый раз, когда события могут пойти одним из нескольких возможных путей, мир разделяется на несколько параллельных миров, в каждом из которых реализуется один из возможных исходов. Герои перемещаются между такими мирами, отличающимися тем, что персонажи игры приняли в них разные ключевые решения в своей жизни. Действие игры происходит в 1912 году в вымышленном летающем городе Колумбия. Главный герой, частный детектив Букер Девитт, проникает в город в поисках девушки по имени Элизабет. Позже Букер и Элизабет оказываются в центре войны между властями города и мятежными рабочими. Благодаря сверхъестественной способности Элизабет создавать «разрывы» между параллельными мирами герои раскрывают мрачные секреты города и своего собственного прошлого. Игра BioShock Infinite не является продолжением предыдущих игр серии Bioshock. Однако, в DLC Burial at Sea: Episode 2 раскрывается сюжетная связь между городами Колумбия и Восторг.

## Сюжет

### Предыстория
События BioShock Infinite происходят в 1912 году в вымышленном летающем городе Колумбия, способном парить в воздухе благодаря комбинации гигантских дирижаблей, реакторов, пропеллеров и таинственной технологии, которую персонажи игры называют «квантовой левитацией». Названный в честь женского образа, олицетворяющего Соединённые Штаты Америки, город Колумбия был основан самопровозглашённым пророком — Захари Хейлом Комстоком, который использовал для строительства города свои связи в Конгрессе. Колумбия, выстроенная к Всемирной выставке 1893 года и после неё отправленная в рекламное путешествие по всему миру, должна была служить для других стран и народов демонстрацией американской исключительности.
Колумбия изначально была частью Соединённых Штатов Америки, но со временем отношения между федеральным правительством и властями города ухудшились. В 1901 году, вопреки желанию американского правительства, Колумбия жёстко расправилась с восстанием ихэтуаней в Пекине, продемонстрировав, что летающий город вооружён и может наносить сокрушительные удары в любой точке мира. Американское правительство потребовало вернуть Колумбию под власть США, однако в ответ было объявлено о её выходе из состава Соединённых Штатов. Колумбия скрылась в облаках, и вскоре её местоположение стало неизвестным. Освободившись от влияния извне, Комсток захватил полную власть над городом, превратив его из летающей всемирной выставки в теократическое полицейское государство.
Под руководством Комстока в Колумбии сложилось псевдохристианское утопическое общество, которое поклоняется самому Комстоку как мистической пророческой фигуре, а отцам-основателям США как святым. Несмотря на кажущуюся утопичность Колумбии, город представляет собой антиутопию. Институционализированный расизм и элитизм, превосходство белых над «цветными», богатых над бедными, возведены правительством в ранг закона. Представители национальных и расовых меньшинств — ирландцы и негры — исполняют в городе роль дешёвой рабочей силы и подвергаются жестокому угнетению. Расовая сегрегация в Колумбии принимает пугающие формы — так, в начале игры герой становится свидетелем публичного побиения камнями межрасовой пары, оформленного под шутовскую свадебную церемонию.
К событиям игры напряжённость в городе возросла до точки кипения, Колумбия находится на грани гражданской войны между правящими «Основателями» и боевиками «Гласа Народа» — двумя партиями, разделяющими абсолютно противоположные идеологии. «Основатели» во главе с Комстоком правят Колумбией, исповедуют расизм и ультранационализм и стремятся сохранить блага Колумбии исключительно для белых американских граждан, отказывая в таком праве иностранцам. «Глас Народа» во главе с Дейзи Фицрой представляют собой рабочее движение, которое пытается добиться равенства для людей всех рас и религий. Тем не менее, годы террора и преследований заставили «Глас Народа» прибегать ко всё более жёстким и бесчеловечным методам.
В дополнение к политическому противостоянию, Колумбию разрушают изнутри «разрывы» в пространстве-времени. Будучи результатом научных экспериментов учёных-двойников Лютесов, эти разрывы открывают проходы в параллельные миры и позволяют взаимодействовать с ними. Некоторые жители Колумбии пользуются разрывами для обогащения, добывая через них новые, фантастические виды оружия и технологии, или, например, музыку грядущих лет, ещё не написанную в 1912 году. Как в BioShock и BioShock 2, игрок может находить в игре аудиозаписи («голософоны») и видеозаписи («кинетоскопы»). Эти дополнительные материалы, содержащие в себе дневники различных персонажей, пропагандистские ролики и тому подобное, рассказывают о событиях, которые происходили до начала игры и параллельно её действию.

### Основной сюжет
В 1912 году частного детектива Букера Девитта доставляют на остров с маяком недалеко от побережья штата Мэн двое эксцентричных заказчиков — Роберт и Розалинда Лютес, которые поручают привести им девушку по имени Элизабет в обмен за оплату всех его долгов. Букер поднимается на вершину маяка, где обнаруживает устройство — кресло в капсуле с ракетными ускорителями, доставляющее его в Колумбию — утопический летающий город.
Вскоре Букер вступает в конфликт с властями города, когда те обнаруживают у него на руке клеймо «AD» — символ некоего «Ложного пастыря», который, по их мнению, уничтожит Колумбию. Букер находит башню, где содержится Элизабет, и освобождает её. Но на него нападает охранник девушки — огромное существо Соловей, биомеханический великан в скафандре (как было показано в дополнении BioShock Infinite: Burial at Sea — Episode Two). Герои спасаются от него и проникают на дирижабль. Букер обещает взять Элизабет в Париж, в котором девушка мечтает побывать, но на самом деле направляется в Нью-Йорк, чтобы отдать её Лютесам. Героиня узнаёт об этом по координатам на панели и, разозлившись, оглушает Девитта.
Когда Букер приходит в сознание, он обнаруживает, что дирижабль захвачен местной антиправительственной группировкой «Vox Populi» (Глас Народа). Его руководительница, Дейзи Фицрой, предлагает вернуть Букеру воздушное судно, если тот достанет для них партию оружия. Протагонист находит Элизабет, и та соглашается помочь ему. Элизабет демонстрирует необычайную способность открывать «разрывы» — порталы в альтернативные миры. Пытаясь достать оружие, герои перемещаются в мир, где Букер — герой-мученик Гласа народа, чья смерть стала причиной гражданской войны в Колумбии. Когда Фицрой узнаёт, что появился живой Букер, она решает, что это помешает её победе и пытается его устранить. Элизабет убивает Фицрой, чтобы спасти мальчика, взятого той в заложники. Когда герои пытаются сбежать из города, Соловей, пытаясь им помешать, сбивает их дирижабль, который падает на элитный район Колумбии, «Эмпорию».
Исследуя район, Букер с Элизабет выясняют, что Лютесы — не брат и сестра, а две версии одного и того же человека из двух миров, в одном из которых у родителей Лютес родилась девочка, а в другом — мальчик. Повзрослев, каждый из Лютесов в своём мире начал квантовые исследования, которые пробили барьер между мирами, Лютесы установили связь друг с другом, а позже Лютес-юноша переместился в мир к Лютес-девушке. Комсток многократно перемещался между параллельными мирами, используя устройство Лютесов, из-за чего стал бесплодным. Чтобы получить наследника, он похитил ребёнка из параллельного мира, но его жена сочла, что это незаконнорожденный ребёнок Комстока и Лютес, из-за чего возненавидела всех троих. Комсток подстроил смерть жены и обвинил в ней домработницу Дейзи Фицрой, а также попытался убить Лютесов, но это привело к тому, что их квантово запутанные версии распространились по многим мирам. Герои вызывают дух убитой Комстоком жены, рассказывают ей правду и она помогает им попасть в поместье Комстока. Элизабет снова попадает в плен к Соловью; пытаясь её спасти, Букер оказывается в другой реальности, где в 1984 году Колумбия напала на Нью-Йорк. Оказывается, что в этом мире детектив не смог спасти девушку, и она стала наследницей Пророка. Она передаёт Букеру послание для своей молодой версии и отправляет его в прошлое.
Букер спасает Элизабет, и они вместе отправляются на дирижабль Пророка, где находят Комстока. Тот требует, чтобы Девитт рассказал правду об отсутствующем мизинце Элизабет. Вместо этого Букер в гневе убивает Комстока. Букер утверждает, что не знает правду, но девушка считает, что лишь не помнит. С помощью записки от старой Элизабет герои получают власть над Соловьём, с его помощью отбивают нападение Гласа Народа, а затем уничтожают Сифон. Способности Элизабет полностью пробудились, и она открывает разрыв в подводный город Восторг, а Соловей оказывается за пределами города и погибает под водой.
Герои поднимаются из города и оказываются на острове у маяка. Войдя в маяк, герои видят множество таких же маяков, а также свои альтернативные копии возле них. Элизабет объясняет, что они находятся в одной из бесконечных возможных реальностей, зависящих от их выбора; также она показывает, что 8 октября 1893 года Роберт Лютес предложил Букеру от имени Комстока сделку — девочку в обмен на оплату долгов. Букер неохотно соглашается и отдаёт свою родную дочь Анну, но потом быстро передумывает и пытается вернуть дочь. Он находит Лютеса в переулке, где тот через разрыв передаёт девочку Комстоку. Букер пытается помешать, но не может, и закрывающийся разрыв отрезает Анне мизинец. Букер понимает, что Элизабет — его дочь, а отрезанный мизинец позволяет девушке существовать в двух реальностях и открывать разрывы; татуировка AD означает «Анна ДеВитт». А Роберт Лютес, разозлённый действиями Комстока, договаривается со своей копией из мира Пророка — Розалиндой, что они помогут Букеру попасть в реальность Колумбии, чтобы тот смог спасти Элизабет.
Элизабет объясняет, что Комсток всегда будет оставаться в живых в альтернативных мирах. Поэтому Букер решает отправиться в прошлое, чтобы убить Комстока при рождении. Они оказываются в 1890 году, когда молодой Букер хотел принять крещение, чтобы искупить совершённые грехи в бойне при Вундед-Ни, но отказался в последний момент. Девушка объясняет, что некоторые его версии в других мирах приняли крещения, в результате чего «возрождались» уже как Захари Комсток. В тот момент Элизабет совмещает все «разрывы», в которых Букер принял крещение, и в одном месте появляются варианты Элизабет из других миров. Они говорят, что необходимо убить Комстока, чтобы всё это кончилось. Вариации Элизабет хватают Букера за руки и топят, тем самым предотвращая превращение Букера в Комстока во всех временах и реальностях. После этого все копии Элизабет начинают исчезать.
В сцене после титров Букер просыпается у себя дома 8 октября 1893 года. Из детской комнаты доносится музыка, он заходит в детскую и зовёт дочь по имени.

## Геймплей
Подобно BioShock и BioShock 2, BioShock Infinite — шутер от первого лица с элементами компьютерной ролевой игры. Если действие предыдущих игр серии происходило в закрытых помещениях города Восторг, уровни BioShock Infinite чаще представляют собой открытые пространства, что придаёт игровому процессу большую динамичность. В течение BioShock Infinite игрок должен пройти длинный путь по Колумбии, используя оружие и разнообразные устройства для выполнения сменяющих друг друга заданий. Главный герой Букер может носить с собой только два вида оружия; в то же время он может подбирать другие виды оружия и боеприпасы с тел поверженных врагов или в случайных местах по всему городу. У героя есть две шкалы, отображающие очки здоровья и состояние «щита». При повреждении щит восстанавливается спустя несколько секунд, в то время как потерянное здоровье может быть восполнено только использованием аптечки или найденной в городе еды. В случае гибели персонажа игрок оказывается в безопасной зоне уровня, теряя небольшое количество денег; при этом Букер частично восстанавливает здоровье и боеприпасы, но и враги также частично излечиваются. Игрок может оправиться от смерти много раз, но тогда он потеряет все свои деньги.
Букер получает силы и способности через «энергетики», «снаряжение» и «экстракты», разбросанные по всей Колумбии. «Энергетики», аналогичные «плазмидам» в BioShock, дают герою сверхъестественные способности, например, возможность выпускать молнии из рук, управлять машинами или другими людьми. Использование «энергетиков» ограничено запасом «солей», аналогичных «ЕВА» в «BioShock». Ношение «снаряжения» даёт постоянно действующие пассивные способности, например, увеличивающие наносимые игровым персонажем повреждения или его защиту, аналогичные функции в «BioShock» имеют «Тоники». Каждый элемент «снаряжения» устанавливается в один из четырёх слотов: шляпа, рубашка, обувь и брюки. Одновременно в каждый слот может быть установлен только один элемент снаряжения; другие элементы хранятся в инвентаре игрока. «Экстракты» позволяют постоянно увеличить максимальное значение здоровья, «солей» или щита.

## История создания

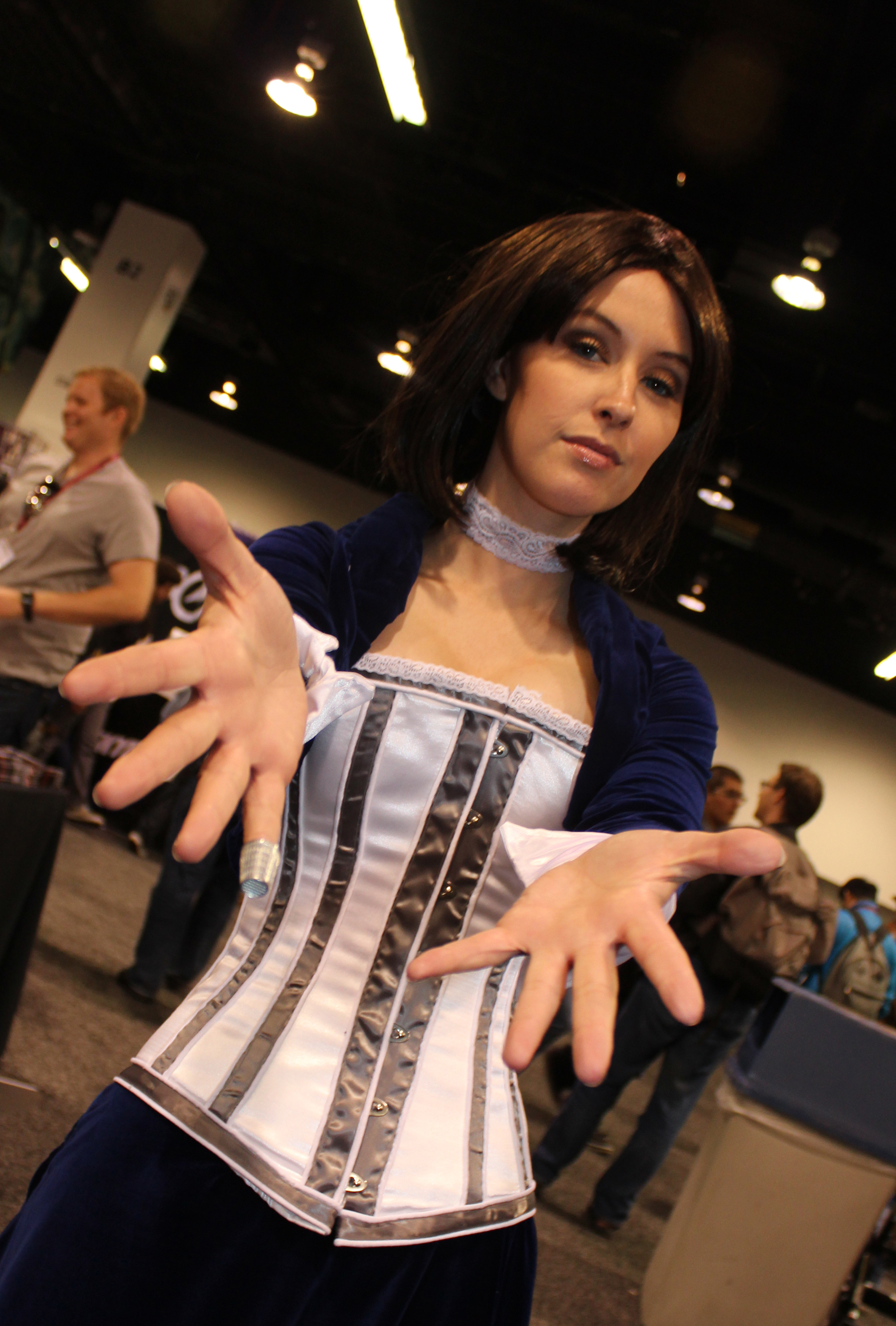
Косплей Элизабет, главной героини игры, на фестивале WonderCon в 2013 году.

Впервые о создании третьей игры в серии BioShock было сказано в июле 2008 года председателем Take-Two Штраусом Зельником, который упомянул о том, что фильм по мотивам BioShock выйдет скорее всего ближе к выходу игры BioShock 3, нежели чем к BioShock 2. После этого об игре довольно долго не было никакой информации. Только через 2 года, в июле 2010 года, Кен Левин объявил, что новая игра будет показана на пресс-конференции компании, которая состоится в Нью-Йорке. Также был создан сайт с загадочным названием WhatIsIcarus.com.
11 августа 2010 года игра была анонсирована: стало известно её полное название — BioShock Infinite, и новое место развития событий: им стал летающий город Колумбия, который был построен в США. Были показаны трейлер и демоверсия, в которых раскрывались внешний вид Колумбии и некоторых персонажей: девушки Элизабет, обладающей сверхъестественными способностями, и двух типов механических противников. После окончания пресс-конференции журналистам раздали пакеты, в которых содержались подарки, связанные с игрой: плакаты, копилку в форме птицы и коробку конфет.
Российская фотомодель Анна Молева в 2012 году стала официальным «лицом» Элизабет, главной героини BioShock Infinite. Молева первоначально сфотографировалась в роли Элизабет в качестве самодеятельного косплея, и эти фотографии привлекли внимание студии Irrational Games, нанявшей модель позировать в этой роли для телевизионного ролика, обложки игры и на мероприятиях, посвящённых игре.
Релиз BioShock Infinite: The Complete Edition, включающий в себя все вышедшие ранее дополнения: Clash in the Clouds и два эпизода Burial at Sea, выпущен 5 ноября 2014 для PlayStation 3 и Xbox 360.

### Локализация на русский язык
В России в качестве официального издателя игры выступила компания 1С-СофтКлаб, планировавшая выпустить Bioshock Infinite полностью на русском языке. Позже было объявлено, что полная локализация игры не планируется, вместо этого перевод включает в себя субтитры.
В конце 2014 года неофициальная некоммерческая полная русская локализация Bioshock Infinite, включающая в себя перевод текстур, моделей и звуковых дорожек, была выполнена творческим объединением CGInfo. Данная локализация впервые была продемонстрирована в рамках фестиваля AVA Expo 2014, который прошёл 25 и 26 октября 2014 года в Ленэкспо (Санкт-Петербург). В озвучивании данной локализации приняли участие профессиональные актёры дубляжа Пётр Гланц, Константин Погодаев, Михаил Суслов, а также актёр и певец Никита Пресняков и модель Анна Молева — официальное «лицо Элизабет».

## Музыка
Игра включает оригинальную музыку, написанную композитором Гарри Шайманом и лицензированные произведения других авторов. Гарри Шайман является также автором музыки к BioShock и BioShock 2. В своём интервью Кен Левин отметил, что музыка Infinite отличается от музыки предыдущих игр серии тем, что является «более разреженной» в смысле аранжировки и стиля. По его мнению, игра «ощущается намного более американской», а команда разработчиков хотела даже придать «некоторое ощущение Дикого Запада». Левин добавил, что источником вдохновения для него стала музыка Джонни Гринвуда к фильму Нефть, послужившая хорошей отправной точкой, и музыка Пола Бакмастера к фильму 12 обезьян.
Из-за различий с предыдущими играми серии BioShock при создании музыки для Infinite композитором Гарри Шайманом с самого начала работы был выбран совершенно новый подход. По его словам, мир и время действия Infinite были «совершенно другими и уникальными почти во всех отношениях» по сравнению с предыдущими играми, а сюжет, развиваемый двумя главными героями, «гораздо более конкретизирован с точки зрения персонажей». Шайман упомянул, что работал над музыкой в течение длительного промежутка времени, и в связи с долгим и меняющимся циклом разработки игры, поиск правильного подхода к ней был гораздо дольше. После долгих экспериментов композитор пришёл к выводу, что более простое музыкальное сопровождение лучше всего подходит для игры, что оно лучше согласуется с более простым периодом 1912 года. В то же время Шайман заявил, что не стал ограничивать себя музыкой этого периода, и хотя игровой сеттинг 1912 года оказал большое влияние, он не был решающим фактором. «Я не хотел подражать популярной музыке 1912 года, она не слишком эмоциональна для слушателя из 2013 года», — отметил он. Изначально используя целый оркестр, Шайман позже перешёл к использованию небольших камерных ансамблей от трёх до десяти музыкантов, чтобы создать музыкальное сопровождение к игре. Также Шайман подчеркнул важность персонажа Элизабет для музыки, поскольку «много музыкальных тем связано с ней и с тем, через что ей приходится пройти в эмоциональном плане». Он описал музыку к Infinite как «в большей степени эмоциональную», поскольку она посвящена отношениям между двумя ключевыми персонажами игры — Букером и Элизабет.
По словам Кена Левина, выбрать лицензируемую музыку для Infinite было гораздо труднее, чем к оригинальному BioShock. Он отметил, что в случае с оригинальным BioShock, действие которого происходило в 1959 году, было легко найти музыкальные произведения, олицетворявшие эпоху, у разработчиков «был огромный список замечательной музыки, из которого было что выбрать». В случае же с Infinite, действие разворачивается в 1912 году, в котором музыка, по словам Левина, была «ужасной» и «не слишком приятной для современного слушателя». В результате создателям игры пришлось «вести раскопки» и заниматься всесторонним поиском подходящей музыки того времени, в котором происходит действие Infinite. В то же время Левин отметил, что не слишком строго придерживался соответствия музыки и песен времени событий игры, поскольку самым важным в использовании музыки было «вызвать у игроков правильные ощущения». Он добавил, что фантастическая суть игры позволила ему и его команде «играть не по правилам» и «делать всё по-своему» в отношении музыки. Также он упомянул, что музыка играет «странную роль» в игре — музыка «вплетена в общий сюжет», и разработчики могли бы рассказать об этом «множество историй».
Музыка BioShock Infinite получила множество наград. Игра получила приз за лучшую песню в игре («Will the Circle Be Unbroken?», исполненную Кортни Дрейпер и Троем Бейкером) и была номинирована за лучший саундтрек на церемонии VGX 2013. Позже она получила приз за выдающееся достижение в области музыкальной композиции на 17-й ежегодной церемонии награждения игрового саммита D.I.C.E., и приз за лучшую музыку в игре на 3-й ежегодной церемонии награждения New York Videogame Critics Circle. Игра также получила приз National Academy of Video Game Trade Reviewers за сборник песен на церемонии награждения 2013 года и приз за оригинальную музыку на 10-й церемонии Британской академии кино и телевизионных искусств в области видеоигр. Игра получила награды Game Audio Network Guild на 12-й ежегодной церемонии в номинациях «Музыка года», «Лучшее инструментальное произведение» (трек «Lighter Than Air») и «Лучшее использование лицензированной музыки».

## Дополнения
В июле 2013 года компания Irrational Games опубликовала свои планы по выпуску загружаемых дополнений к игре. Дополнения Clash in the Clouds («Битва в облаках»), Burial at Sea — Episode One («Морская могила», Эпизод 1) и Burial at Sea — Episode Two («Морская могила», Эпизод 2) — выходили с интервалами в несколько месяцев с июля 2013 по март 2014 года. Игроки могли приобрести их по отдельности или вместе в составе «сезонного абонемента». Все три дополнения были включены в версию игры BioShock Infinite: The Complete Edition, вышедшую 4 ноября 2014 года.

### Clash in the Clouds
Clash in the Clouds («Битва в облаках»), вышедшее 30 июля 2013 года, включает в себя набор из четырёх арен, на каждой из которых игрок должен сразиться с 15 «волнами» противников; при этом игрок может выполнять дополнительные задания «Синей ленты», например, убить определённое количество врагов из пистолета. Ещё одна новая локация — Колумбийское археологическое общество — позволяет потратить заработанные в игре деньги, покупая дополнительный контент, в том числе концепт-арты, видеоролики, музыку и модели персонажей. Дополнение также позволяет посетить квартиру Лютесов и прослушать несколько аудиозаписей, проливающих свет на события основной игры.

### Burial at Sea
Сюжетное дополнение BioShock Infinite: Burial at Sea («BioShock Infinite: Морская могила»), разделённое на два «эпизода», помещает героев Букера и Элизабет в декорации оригинальной игры BioShock — подводный город Восторг. Действие первой из двух частей, выпущенной 12 ноября 2013 года и намеренно оформленной в духе фильмов-нуар — BioShock Infinite: Burial at Sea — Episode 1 — происходит в Восторге 31 декабря 1958 года, накануне восстания мутантов, последствия которого наблюдал игрок в Bioshock: Букер работает в Восторге как частный детектив, и Элизабет обращается к нему с просьбой найти пропавшую девочку по имени Салли. Хотя геймплей дополнения в целом напоминает геймплей BioShock Infinite, его отличают меньший масштаб боёв и элементы стелс-экшена — игрок должен скрываться от врагов и выбирать наилучший момент для нападения. В продолжении BioShock Infinite: Burial at Sea — Episode 2, выпущенном 25 марта 2014 года, под управлением игрока находится уже сама Элизабет. Ради спасения Салли героиня заключает договор с Атласом, антагонистом игры BioShock, и вновь возвращаются в летающий город Колумбия. Элизабет физически слабее, чем Букер, и вынуждена всецело полагаться на скрытность, избегая врагов и расставляя для них ловушки. Финал дополнения устанавливает сюжетную связь между BioShock и BioShock Infinite.

## Отзывы
| Сводный рейтинг       | Сводный рейтинг                           |
| Агрегатор             | Оценка                                    |
| --------------------- | ----------------------------------------- |
| GameRankings          | (PS3) 95,94 % (PC) 92,62 % (X360) 91,89 % |
| Metacritic            | 95/100 (PC) 93/100 (360) 95/100 (PS3)     |
| Иноязычные издания    |                                           |
| Издание               | Оценка                                    |
| Edge                  | 9/10                                      |
| EGM                   | 10/10                                     |
| Eurogamer             | 10/10                                     |
| Game Informer         | 10/10                                     |
| GameSpot              | 90/100                                    |
| GamesRadar+           | [ 70 ]                                    |
| IGN                   | 9,5/10 (PC) 9,4/10 (360, PS3)             |
| Joystiq               | 5/5                                       |
| OPM                   | 10/10                                     |
| OXM                   | 9,5/10                                    |
| PC Gamer (US)         | 91/100                                    |
| Polygon               | 10/10                                     |
| VideoGamer            | 8/10                                      |
| Русскоязычные издания |                                           |
| Издание               | Оценка                                    |
| Absolute Games        | 100 %                                     |
| PlayGround.ru         | 9,5/10                                    |
| Riot Pixels           | 85/100                                    |
| «Игромания»           | 9,5/10                                    |
| «Канобу»              | 9,5/10                                    |

### До выхода игры
Ещё до выхода BioShock Infinite о ней были написаны предварительные обзоры: уже через день после анонса интернет-издание IGN опубликовало предварительный обзор игры, а журнал GameInformer посвятил ей октябрьский выпуск. Третья часть BioShock была показана на выставках Gamescom 2010, где она выиграла свои первые награды — «Игра выставки по версии IGN»(англ. IGN's Game of the Show) и «Лучшая игра для Xbox 360» (англ. Best Xbox 360 Game), и Penny Arcade Expo.
17 ноября 2010 года игра была номинирована на премию «Самая ожидаемая игра» на Spike TV’s Video Game Awards 2010, хотя и не выиграла её.
В июне 2011 года на выставке Electronic Entertainment Expo 2011 игра получила более 85 редакционных наград, 39 из которых — в номинации «Лучшая игра выставки» (англ. Game of Show). В частности, игра получила все 4 награды Game Critics Awards, на которые была номинирована — «Лучшая игра выставки», «Лучшая оригинальная игра», «Лучшая ПК-игра», «Лучшая игра в жанре Action/Adventure». В том же году игра снова была номинирована на Spike Video Game Awards в номинации «Самая ожидаемая игра», но снова не выиграла её. Bioshock Infinite была номинирована на премию Golden Joystick Awards в категории One to Watch, но также не смогла получить награду.
В 2012 году игра была третий раз номинирована на «Самая ожидаемая игра» от Spike Video Game Awards и второй раз на One to Watch от Golden Joystick Awards, но не выиграла ни одной премии.

### После выхода
BioShock Infinite получила хорошие отзывы критиков, рецензенты особенно хвалили сюжет, сеттинг и визуальную составляющую. Сайт GameRankings дал BioShock Infinite среднюю оценку в 95,94 % на основе 17 обзоров для версии на PlayStation 3, 92,62 % на основе 39 обзоров ПК-версии и 91,89 % на основе 27 рецензий для Xbox 360. Сайт Metacritic дал игре общую оценку 94/100 на основе обзоров 27 критиков для версии PlayStation 3, 94/100 на основе 68 оценок критиков для ПК-версии, и 93/100 для 33 рецензий на версию Xbox 360, все три версии получили статус «всеобщее признание». По оценкам на Metacritic, BioShock Infinite стала третьей самой высокооценённой игрой 2013 года на всех платформах после Grand Theft Auto V и The Last of Us.
Многие критики сошлись во мнении, что BioShock Infinite является одной из лучших игр эпохи седьмого поколения приставок.
Райан Макеффери из редакции IGN похвалил игру как «блестящий шутер, который подталкивает целый жанр инновационным повествованием и игровым процессом». В обзоре версии для ПК Джо Джуба из Game Informer заявил, что Infinite является одной из лучших игр, в которые он играл.
Журналист PlayStation Universe Адам Долдж назвал её одним из лучших когда-либо выпущенных шутеров от первого лица.
Джоэл Грегори из PlayStation Official Magazine описал BioShock Infinite как шедевр, который будет обсуждаться долгие годы, и пришёл к выводу, что эта игра является последней, которая присоединится к священному ряду Half-Life, Deus Ex и BioShock как апофеоз повествовательных шутеров
Даже обычно резкий критик Zero Punctuation Бен «Yahtzee» Крошоу назвал эту игру лучшей в 2013 году и признался, что всё ещё думает о концовке игры даже спустя месяцы после её прохождения.
Многие критики положительно сравнивали BioShock Infinite с оригинальной BioShock. Некоторые даже отмечали, что Infinite превзошла её.
Обозреватель издания Entertainment Weekly Даррен Фрэних заявил, что «если BioShock был „Крёстным отцом“, то BioShock Infinite является „Апокалипсисом сегодня“».
Адам Кович из Machinima.com называет их «двумя аналогично-раздельными играми, которые могут сосуществовать и оставаться равным по качеству».
Многие похвалы были обращены к сюжету, некоторые называли его одним из лучших в истории игр. Взрослые темы в повествовании были хорошо приняты. Некоторые критики, в том числе Адам Сесслер из Rev3Games, также высоко оценили подачу истории, отметив, что возможность искусного содействия и взаимодействия привело к повествованию сюжета, которое может работать только в компьютерной игре.
Сюжетной поворот в конце в основном все хвалили, некоторые критики предполагают, что это сделано, чтобы спровоцировать споры и оставить глубокое впечатление, побуждая игроков переигрывать игру.
Также критики сошлись, что окончание Infinite было лучше по сравнению с оригинальным BioShock.
Джоэл Грегори пояснил, что, в отличие от своего предшественника, Infinite не потерял обороты после раскрытия сюжетного поворота.
Некоторые критики, которые в целом высоко оценили концовку, признали, что игра пострадала от сюжетных дыр и логических ошибок.
В статье журнала Edge это названо окончанием, которое не имеет смысла в мире, созданном игрой.
Несколько статей было написано, чтобы попытаться объяснить концовку.
Место действия игры — летающий город Колумбия, было высоко оценено критиками, некоторые из которых назвали его одним из лучших сеттингов в играх.
Артур Гиес из издания Polygon заявил, что город является одним из лучших элементов игры.
Журналист Destructoid Джим Стерлинг поясняет, что, в отличие от BioShock 2, разработчики Infinite приняли мудрое решение, отказавшись от города Восторг.
Визуальный стиль Колумбии описывается как красивый и роскошный.
Лукас Салливан из GamesRadar описывает Infinite как одну из наиболее визуально увлекательных игр, из когда-либо сделанных.
Внимание сеттинга к деталям было хорошо принято. Критикам также понравилось как игра побуждала их исследовать Колумбию.
Джо Джуба в статье для Game Informer поясняет, что «Видите ли пропагандистскую листовку, прослушиваете ли аудиожурнал или участвуете в ужасающем розыгрыше, почти всё с чем вы сталкиваетесь, вносит свой вклад в ваше понимание изменчивого мира».
Роль Элизабет в геймплее и повествовании получила широкое одобрение.
Её реализация в качестве ИИ-напарника для управляемого игроком Букера была описана в статье GamesRadar от Лукаса Салливана как совершенно гениальной. По его словам её поведение заставляет вас забыть, что она персонаж игры.
Элизабет была названа некоторыми критиками как основной элемент, отличающий игру от предшественников.
Особую похвалу получило то, что Элизабет не только заботится о себе в бою, но также и активно помогает игроку, находя патроны и здоровье и открывая разрывы.
Критики признали, что Элизабет не просто боевой партнёр, но и компаньон, который вызывает эмоциональную реакцию со стороны игрока.
Рецензент Eurogamer Том Брамвелл чувствовал, что игра создаёт семейную связь между Элизабет и игроком.
Лукас Салливан (GamesRadar) написал, что Элизабет воспринимается как друг.
Райан Макеффери в обзоре для IGN объяснил, что присутствие Элизабет в игре предоставляет мотивацию и эмоциональную глубину, что, как он считает, недоставало оригинальной BioShock.
Журнал Edge назвал Элизабет техническим триумфом, наиболее человечным ИИ-спутником со времён Аликс Вэнс из Half-Life 2.
Некоторые критики также высоко оценили отношения и взаимодействие Элизабет и Букера, считая, что они образовали ядро сюжета игры.
Микель Репараз из Official Xbox Magazine пояснил, что развитие взаимодействия между Элизабет и Букером — это сердце и душа того, что делает BioShock Infinite таким увлекательным и незабываемым.
Работа актёров озвучивания была очень положительно оценена.
Особую похвалу получили Трой Бейкер и Кортни Дрейпер, озвучивающие Букера и Элизабет соответственно.
Саундтрек также получил положительные отзывы.
Например, Джош Виртанен из Cheat Code Central написал, что от абсурдно талантливых актёров до «счастливо-действительно-жуткой музыки», эта игра звучит фантастически от начала и до конца.
Игровой процесс в битвах был в основном хорошо принят и оценён как весёлый.
В статье для Daily Telegraph Томом Хоггинс написал, что перестрелки были далеки от наиболее удовлетворяющего компонента игры.
Тем не менее, другие критики высказали мнение, что перестрелки и стрельба в игре улучшены по сравнению с её предшественницами.
Расширение игровой среды было хорошо принято.
Как отметил журнал Edge это призвало игроков думать более тактически и импровизировать.
Том Францис от PC Gamer и Том Хоггинс от Daily Telegraph согласились, что в целом боевая часть Infinite была улучшена в сравнении с предыдущими играми серии, в основном из-за динамичности расширенных условий.
Введение такого элемента геймплея, как Аэротрассы, получило особую похвалу от критиков.
Лукас Салливан из GamesRadar чувствовал, что Аэротрассы обеспечивают совершенно новый опыт в шутерах от первого лица.
Критики также хорошо отзывались об Энергетиках, оружии и улучшениях.
В статье IGN Райана Макеффери хвалил игру за множество вариантов действий в сражениях.
Игра заняла второе место в номинации «Шутер года» и третье в номинации «Игра года» (2013) журнала «Игромания».
По мнению портала AG.ru, «такого совмещения игрока с персонажем до этого не было, пожалуй, нигде. BioShock Infinite поднимает игры как средство самовыражения на новую ступень: это глубокая, умная игра и настоящее произведение».

### Политика и религия
Темы расизма, крайней религиозности и идеологизации общества BioShock Infinite вызвали споры. В интервью журналу PC Gamer Кен Левин рассказывал, что ещё до релиза игры опубликованная информация о Колумбии и её обитателях стала поводом для возмущения со стороны людей, стоящих на противоположных политических позициях: сторонники левых взглядов сочли «Глас народа» карикатурой на рабочее движение в США, консерваторы, включая некоторых родственников самого Левина, увидели в игре нападки на Движение чаепития, а посетители веб-форума Stormfront, посвящённого идеологии превосходства белых, заявляли, что «еврей Кен Левин делает симулятор убийства белых людей». Комментируя эту полемику, Левин заявил, что игра BioShock Infinite, как и BioShock до неё, для большинства людей служит тестом Роршаха — их возмущают поднятые в играх темы, хотя игры, по мнению разработчика, как раз о том, что нельзя принимать за чистую монету одну-единственную точку зрения. Некоторые образы из игры на полном серьёзе использовались консервативными группами в роли патриотической символики: так, в 2013 году «Национальный Фонд Свободы» — группа, причисляющая себя к Движению чаепития — опубликовал на своей странице в Facebook пропагандистскую фреску из игры, а затем, оказавшись мишенью для насмешек, удалила изображение. В 2014 году телеканал Fox News Channel, известный своим правым консервативным уклоном, использовал для посвящённой иммиграционному контролю программы Defending the Homeland логотип, сильно напоминающий логотип BioShock Infinite — ирония в том, что канал пропагандировал те же взгляды, которые высмеивались в игре.
Изображение Захарии Комстока как религиозного фанатика также было сочтено оскорбительным для людей «с сильными религиозными чувствами». По словам Кена Левина, один из дизайнеров, работавших над игрой, был так возмущён одной из планируемых сцен, что вместо работы над ней стал писать заявление об увольнении по собственному желанию; возникшее обсуждение заставило Левина пересмотреть образ Комстока как мессианской фигуры, внеся новозаветную тему прощения. Левин признавался, что ему как атеисту трудно описывать религиозный экстатический опыт, которого он сам никогда не переживал, и понять те чувства, которые верующие испытывают по отношению к религиозным лидерам. Известен случай, когда игрок, который считал себя «благочестивым верующим», был оскорблён сценой крещения, которое Букер проходит перед входом в Колумбию и без которого нельзя продолжить игру, и потребовал возврата денег, так как не знал заранее, что такая сцена присутствует в игре. Комментируя отзывы на эту сцену в социальных сетях, обозреватель Kotaku Патрисия Эрнандес заметила, что сам тот факт, что сцена в игре вызывает у людей столь сильные чувства, замечателен, поскольку искусство и должно затрагивать у людей душевные струны. Сцены крещения, повторяющиеся в начале и конце игры, были также интерпретированы некоторыми критиками не как критика христианства или религии, а как представление таких тем, как свобода, зло, возрождение и искупление.

## Продажи
Летом 2018 года, благодаря уязвимости в защите Steam Web API, стало известно, что точное количество пользователей сервиса Steam, которые играли в игру хотя бы один раз, составляет 4 563 627 человек.